# Colossoma macropomum
Il tambaqui (Colossoma macropomum (G. Cuvier, 1818)) è una grande specie di pesce d'acqua dolce della famiglia Serrasalmidae, originario del Sud America tropicale, oltre a essere allevato nell'acquacoltura e introdotto altrove a scopo alimentare. È anche conosciuto con il nome di pacu nero, pacu dalle pinne nere, pacu gigante, cachama, gamitana e talvolta come pacu (nome usato per molte altre specie affini).
Il tambaqui è l'unico membro del genere Colossoma, sebbene in passato questo genere includesse anche le specie del genere Piaractus.

## Descrizione

Un tambaqui, allo zoo di Hellabrunn, Germania

Il tambaqui è il characiforme più pesante delle Americhe (sebbene Salminus possa raggiungere una lunghezza superiore), oltre a essere il secondo pesce d'acqua dolce più pesante del Sud America (dopo l'arapaima). Può raggiungere fino a 1,1 metri di lunghezza totale, per un peso di 44 kg, sebbene le dimensioni medie siano intorno ai 70 centimetri. Il più grande esemplare pescato, e riconosciuto dall'IGFA, pesava ben 32,4 kg. Dopo la stagione delle inondazioni, circa il 10% del peso del tambaqui sono riserve di grasso viscerale, e almeno un altro 5% è grasso presente nella testa e nei muscoli.
I tambaqui hanno una forma del corpo simile a quella di un piranha, per questo talvolta i giovani vengono confusi per quest'ultimi; il corpo è robusto, alto e compresso lateralmente, dalla forma romboidale allungata, con grandi occhi, e il dorso è leggermente arcuato. Le pinne, carnose, sono ampie e trapezoidali, mentre la pinna caudale è bilobata. A differenza delle specie più predatrici, i denti del tambaqui hanno una forma simile a quella dei molari, un adattamento per frantumare semi di piante e noci. La metà inferiore del suo corpo è prevalentemente nerastra. Il resto del corpo è principalmente grigio, giallastro o oliva, ma le tonalità esatte variano considerevolmente e dipende in parte dall'habitat in cui si trovano, con gli individui che vivono in acque nere che sono molto più scuri degli individui che vivono in acque più limpide. Le pinne pelviche, anali e pettorali sono nere. Il tambaqui assomiglia morfologicamente al pirapitinga (Piaractus brachypomus), sebbene quest'ultima specie abbia il profilo della testa più arrotondato (meno allungata e appuntita) e una pinna adiposa più piccola e priva di raggi, oltre ad altre differenze presenti nei denti e nell'opercolo.
Alcuni esemplari allevati in acquacoltura sono stati ibridati con i Piaractus (entrambe le specie), i cui ibridi sono stati avvistati anche in natura. La prole ibrida che ne scaturisce è difficilmente identificabile solo in base all'apparenza.

## Distribuzione e habitat
Il tambaqui è originario degli habitat d'acqua dolce nei bacini dell'Amazzonia e dell'Orinoco, del Sud America tropicale. Nei fiumi d'acqua limpida ricchi di sostanze nutritive come Madeira, Juruá, Putumayo (Içá) e Purus sono presenti in tutta la loro lunghezza, fino alle loro sorgenti. Nei fiumi dalle acque più scure povere di nutrienti come il Rio Negro e nei fiumi d'acqua limpida come diversi affluenti della riva destra del Madeira, generalmente si trovano solo nel basso c. 300 km ed è raro oltre il più basso c. 150 km. È ampiamente allevato in acquacoltura al di fuori del suo areale nativo in Sud America. Fossili di questi pesci, risalenti al Miocene, sono stati ritrovati lungo il fiume Magdalena, ma la loro presenza moderna in quest'area è dovuta all'introduzione dell'uomo.

## Biologia

### Riproduzione

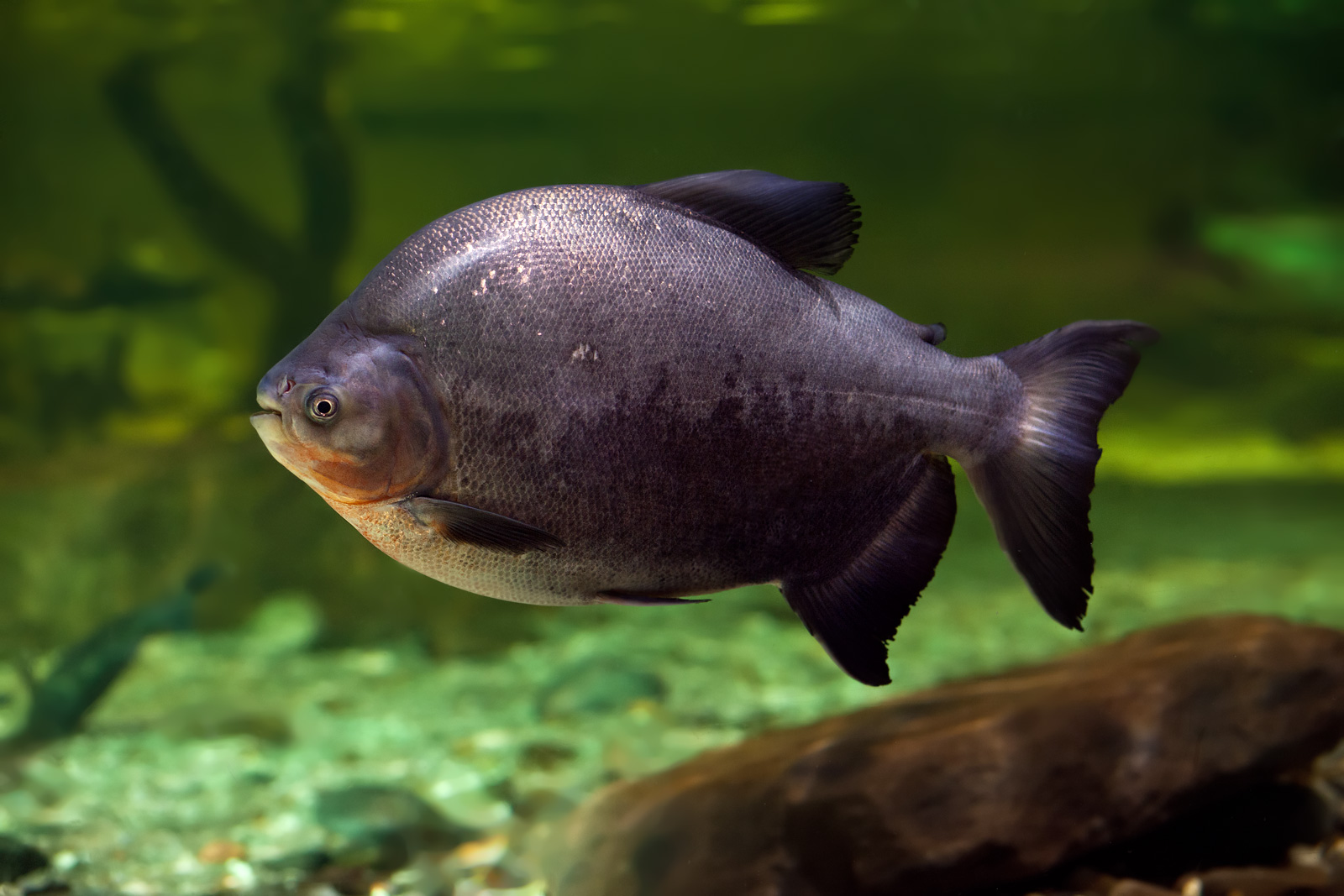
Un esemplare giovane, al Melbourne Aquarium, Australia

Questa specie è per lo più solitaria, ma migra annualmente in grandi banchi per riprodursi. Durante la stagione che precede la stagione riproduttiva, gli adulti rimangono nelle foreste allagate dei fiumi bianchi (várzea), limpidi e neri (igapó). Rimangono lì da quattro a sette mesi durante la stagione delle inondazioni, ma quando il livello dell'acqua scende si spostano nei principali canali fluviali o, in misura minore, nei laghi delle pianure alluvionali. All'inizio della successiva stagione delle inondazioni, i grandi banchi si spostano nei fiumi dalle acque limpide dove depongono le uova tra novembre e febbraio. L'esatta posizione di deposizione delle uova nei fiumi dalle acque limpide non è del tutto certa, ma a quanto pare avviene lungo le rive boscose o negli argini erbosi. Qui le femmine depongono migliaia di uova sferiche (da 7 000 a 3 000 000 secondo la grandezza della femmina) nel fondo melmoso, che vengono subito fecondate dal maschio. Successivamente i banchi si sciolgono, e gli adulti tornano nelle foreste allagate, e lo schema si ripete annualmente. Gli avannotti possono essere trovati nei fiumi dalle acque bianche, compreso lo stesso Rio delle Amazzoni. I giovani rimangono vicino alle macrofite nelle pianure alluvionali e nelle foreste allagate tutto l'anno, passando al modello di migrazione degli adulti solo quando raggiungono la maturità sessuale. La maturità sessuale viene raggiunta quando i giovani raggiungono una lunghezza di circa 60 centimetri (2 piedi).
La specie, generalmente, può vive fino 40 anni, sebbene ci siano stati individui che sono arrivati anche a 65.

### Ossigeno, salinità e resistenza al pH
Quando non c'è abbastanza ossigeno nei fiume o nei laghi, il tambaqui ottiene l'ossigeno dall'aria. Questi pesci sono in grado di ottenere ossigeno dall'aria grazie alle loro parti fisiche e interne del corpo, come le branchie e la vascolarizzazione della vescica natatoria.
Il tambaqui è un pesce che vive in acqua dolce. I giovani possono sopravvivere in acque salmastre quando la salinità aumenta gradualmente. Tuttavia, livelli di salinità superiori a 20 g/L ne provocano la morte. Quando i giovani sono allevati con una salinità superiore ai 10 g/L, si verifica un significativo effetto dannoso sulla crescita, sui parametri ematologici e sull'osmoregolazione.
Durante un esperimento, i tambaqui sono riusciti ad adattarsi al cambiamento del pH dell'acqua. Se il pH non scende sotto il 3,0, questo non ha effetti mortali sull'animale. L'unica differenza interna che è stata notata nei tambaqui quando il pH veniva alterato era un cambiamento nell'acido-base del plasma e dei globuli rossi.
In un altro esperimento, i tambaqui sono stati esposti a cadute di pH da 6,0 a 4,0, simili a quelle che avrebbero incontrato nel loro habitat naturale. I ricercatori hanno scoperto che le comunità microbiche dell'intestino dei pesci erano molto resistenti alle cadute di pH, il che potrebbe spiegare parte della capacità di questi pesci di migrare tra i corsi d'acqua nera e bianca in Amazzonia.

### Alimentazione
I tambaqui si nutrono di frutti e semi, soprattutto quelli di angiosperme legnose e specie erbacee. A seconda della quantità e della qualità di questi alimenti, i pesci decidono la loro posizione nel loro habitat. In uno studio condotto durante la stagione delle inondazioni, il 78-98% della dieta consisteva in frutta. Un altro studio, che prendeva in esame il contenuto dello stomaco di 138 esemplari durante la stagione delle inondazioni ha rivelato che il 44% del peso era costituito da frutta e semi, il 30% da zooplancton e il 22% da riso selvatico. Lo stesso studio, condotto durante la stagione secca, su 125 esemplari ha trovato una percentuale più alta di pesci con lo stomaco vuoto (14%, circa dieci volte di più rispetto alla stagione delle inondazioni) e circa il 70% del peso totale del contenuto dello stomaco era zooplakton. Oltre a semi, frutti, riso selvatico e zooplakton, fanno parte della loro dieta, anche se in misura minore, insetti, lumache, gamberetti, piccoli pesci, alghe filamentose e piante in decomposizione.
I tambaqui svolgono un ruolo importante nella dispersione dei semi delle piante. I semi dei frutti che cadono nell'acqua vengono ingoiati dai tambaqui, venendo poi espulsi altrove; questo metodo di dispersione dei semi è simile a quello degli uccelli. I tambaqui in questo modo disperdono i semi di circa il 35% degli alberi e delle liane durante la stagione delle inondazioni, in modo che i semi possano germogliare durante la stagione secca, quando l'acqua è pi bassa. Rispetto agli esemplari più giovani, i tambaqui più grandi e più vecchi sono in grado di disperdere i semi a un ritmo più veloce. L'intestino di un tambaqui da 10 kg ben nutrito può contenere più di 1 kg di semi. In generale, più semi sono in grado di passare indenni attraverso la pirapitinga (Piaractus brachypomus) rispetto al tambaqui, il che significa che il primo è un dispersore di semi più efficiente.

### Predatori
È preda abituale di pesci del genere Serrasalmus, Arapaima, Hoplias ed Electrophorus.

## Interazioni con l'uomo

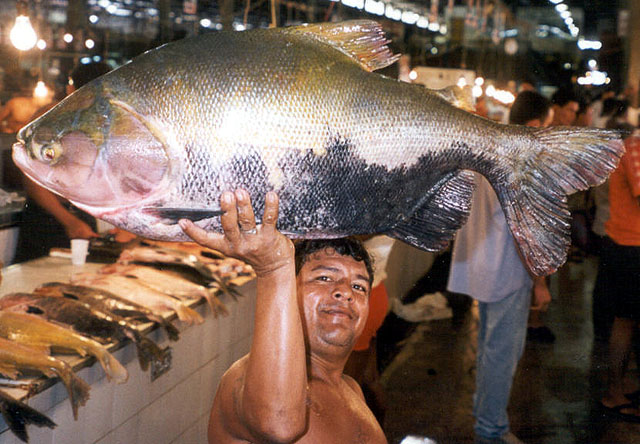
Un tambaqui al mercato del pesce, Brasile

La carne del tambaqui è molto popolare e raggiunge i prezzi migliori nei mercati del pesce nella sua gamma nativa, venendo venduto fresco e/o congelato.
Le popolazioni selvatiche di tambaqui sono diminuite a causa della pesca eccessiva e molti pesci catturati sono giovani. Solo a Manaus, la deposizione delle uova è scesa da 15 000 tonnellate all'anno negli anni 1970, a 800 tonnellate nel 1996. Sulla base di una revisione dell'IBAMA, nel 1998, il tambaqui era l'undicesimo pesce più catturato in peso nell'Amazzonia brasiliana (appena prima del pirapitinga).
Il tambaqui è oggi ampiamente allevato nell'acquacoltura. L'alta adattabilità di questo pesce gli consentono di vivere in acque povere di ossigeno ed è molto resistente alle malattie. In Brasile, il tambaqui è una delle principali specie ittiche allevate e quindi importante per l'economia del paese. Gli studi sui tambaqui d'allevamento in Brasile hanno rivelato una diversità genetica simile a quella osservata tra le popolazioni selvatiche. Negli allevamenti ittici questa specie è talvolta ibridata con Piaractus per produrre una prole ibrida che accetti più facilmente un intervallo di temperatura più ampio (acqua più fredda) rispetto al tambaqui puro.
In Thailandia, questo pesce, conosciuto localmente come pla khu dam (ปลา คู้ ดำ), venne introdotto da Hong Kong e Singapore come parte di vari progetti di piscicoltura, ma si è adattato velocemente alle condizioni locali e ora prospera anche allo stato brado in alcune aree. Esiste anche una popolazione introdotta a Porto Rico, e alcuni individui (probabilmente rilasci deliberati da acquariofili) sono stati catturati in vari stati degli Stati Uniti, ma solo quelli nelle regioni più calde riuscirono a sopravvivere.

### Acquariofilia

Dei tambaqui insieme a dei lamantini dei Caraibi, al Tiergarten Nürnberg, Germania

I giovani di 5-7,5 centimetri di lunghezza, a volte etichettati come "piranha vegetariani", sono spesso visti in commercio nei negozi specializzati in pesci e in acquariofilia, sebbene i giovani crescano rapidamente, raggiungendo in breve tempo grandi dimensioni, richiedendo un acquario di notevoli dimensioni.
Una volta adulto, questo pesce necessita di vasche estremamente grandi per poter vivere bene, per questo è diffuso soprattutto negli acquari pubblici, dove sono spesso ospitati con altri pesci di grandi dimensioni, come il pesce gatto dalla coda rossa, o altri grandi pesci amazzonici, mentre negli acquari privati è allevata solo da appassionati.